# Misogada hazuela
Misogada hazuela är en fjärilsart som beskrevs av William Schaus 1939. Misogada hazuela ingår i släktet Misogada och familjen tandspinnare. Inga underarter finns listade i Catalogue of Life.